# 強珍
強珍（1431年—1505年），字廷貴，直隸河间府滄州（今屬河北滄州市）人，明朝政治人物，同進士出身。

## 生平
順天府鄉試第八十二名。成化二年（1466年）登丙戌科進士，授涇縣知縣，請減免額賦，為民愛戴，升任浙江道監察御史。遼東巡撫陳鉞啟釁召敵，巡按御史王崇之彈劾，陳鉞恐懼，於是和汪直商議，誣陷其下詔獄。強珍巡按時，即彈劾陳鉞，兵部尚書子俊亦彈劾，憲宗不從。不久，王全等誘殺朵顏衛人，強珍上報，王全獲罪。汪直大怒，彈劾其妄言，并派錦衣衛逮捕，戍邊遼東。三年后，汪直事敗，恢復強珍官職，不久致仕。
弘治元年（1488年）起官為山東按察使副使，升大理寺少卿。次年，以右僉都御史巡撫宣府，改南京右通政。以母親年老乞請退休。

## 軼事
有一回，強珍與右副都御使佀鍾共同參加了某次的宴席。強珍手拿酒壺勸酒，並對其說：“要你飲四盅。”佀鍾則回說：“你莫要強斟。”

## 家族
曾祖强福六。祖父强仲祥。父强武。母袁氏。具慶下。